# Elyssa Davalos
Elyssa Davalos (Canoga Park, California, Estados Unidos, 30 de mayo de 1959) es una actriz estadounidense, con presencia tanto en las series de televisión como en el cine.
Sus papeles más destacados fueron en el capítulo Testigo ciego de la serie Knight Rider, en el papel de Julie y en la serie MacGyver, haciendo el papel de Nikki Carpenter. 
Es hija del actor Richard Davalos y madre de la actriz Alexa Davalos, y está casada con Jeff Dunas. Elyssa es de ascendencia española.

## Series de televisión
en la década del 70 en la serie "la conquista del Oeste" en el capítulo 7 y 8
- 1983: Knight Rider, episodio "Blind Spot", en el papel de Julie Robinson.
- 1985-1986: Scarecrow and Mrs. King.
- 1987-1988: MacGyver, como Lisa Kohler en el episodio doble "Lost Love" .
- 1988: MacGyver, como Nicole Anne "Nikki" Carpenter en la temporada 3.

## Películas
- 1978: Wild and Wooly.
- 1979: The Apple Dumpling Gang Rides Again.
- 1980: Herbie Goes Bananas.
- 1987: Riviera.
- 1993: Jericho Fever.
- 1993: A House in the Hills.
- 2000: Urban Chaos Theory.